# Fargues-Saint-Hilaire
Fargues-Saint-Hilaire är en kommun i departementet Gironde i regionen Nouvelle-Aquitaine i sydvästra Frankrike. Kommunen ligger i kantonen Créon som tillhör arrondissementet Bordeaux. År 2022 hade Fargues-Saint-Hilaire 3 504 invånare.

## Befolkningsutveckling
Antalet invånare i kommunen Fargues-Saint-Hilaire
Referens:INSEE